# 3447 Burckhalter
A 3447 Burckhalter (ideiglenes jelöléssel 1956 SC) egy kisbolygó a Naprendszerben. Indianai Egyetem fedezte fel 1956. szeptember 29-én.